# Michael D. Higgins
Michael Daniel Higgins (irsky Micheál D. Ó hUigín; * 18. dubna 1941 Limerick) je irský básník, politický aktivista a politik, který vyhrál irské prezidentské volby v roce 2011 a 11. listopadu 2011 se tak stal devátým prezidentem Irska, když ve funkci nahradil Mary McAleeseovou.

## Život
Jeho otec John Higgins (1894–1963) pocházel z hrabství Clare. Ten i se dvěma bratry bojoval v Irské republikánské armádě během irské války za nezávislost.
Michael D. Higgins vystudoval na Indianské a Manchesterské univerzitě politologii a sociologii. Přednášel pak na vysoké škole v Galway a na Jihoillinoiské univerzitě. V roce 1966 vstoupil do strany Fianna Fáil, ale o dva roky později přešel do irské Labour Party (Strana práce). V letech 1973–1977 a 1983–1987 byl senátorem, 1981–1982 a 1990–1991 starostou města Galway a 1993–1997 ministrem kultury. Předsedou Labour Party se stal v roce 2003. Ve straně se věnoval zahraniční politice, kritizoval válku v Iráku, americkou zahraniční politiku, izraelskou politiku vůči Palestincům nebo sociální nerovnost. Prosazoval dodržování lidských práv ve světě a práva homosexuálů. Organizoval sbírky pro Somálsko během hladomoru.
Členství ve straně se vzdal, když 27. října 2011 zvítězil v prezidentských volbách. Do úřadu nastoupil 11. listopadu 2011 a 26. října 2018 byl zvolen i na druhé funkční období. Znovu kandidovat již nemůže, takže v úřadu skončí 10. listopadu 2025.
V roce 1974 se oženil s herečkou Sabinou Coyne a má s ní čtyři děti. Dcera Alice Mary (* 1975) byla v roce 2016 zvolena do senátu. Michael D. Higgins mluví irsky a španělsky. Je chovatelem salašnických psů.